# Corvo de Gesso
O Corvo de Gesso, oficialmente chamado de Prêmio Cineclube Jacareí, é uma premiação de curtas independentes realizada anualmente pelo Cineclube Jacareí, sempre na primeira quinta-feira de dezembro, na Sala Mário Lago no Pátio dos Trilho, região central de Jacareí, São Paulo. Frequentemente, é chamado de "Oscar de curtas-metragens do Vale do Paraíba". 
A premiação começou com o intuito de coroar e festejar o primeiro ano de existência do Cineclube Jacareí, premiando assim, os melhores curtas independentes e amadores enviados para exibição no Cinema de 5ª do Cineclube. O evento é apresentado pelos próprios membros do grupo, sendo caracterizada por um ar de descontração e amor ao cinema.

	
O título remete a estatueta do prêmio, um corvo feito de gesso representando a mascote do grupo, o Corvo Willian, troféu que é entregue apenas um por categoria. O modelo da estatueta foi elaborado pelo artista plástico e colaborador do grupo, Rafael ‘Raico’ Aquino.

## História
O Cineclube Jacareí nasceu no dia 6 de setembro de 2007, data da primeira sessão do Cinema de 5ª, com o intuito de ser um projeto independente e sem fins lucrativos, exibindo longas metragens trashs, de baixo orçamento, e relativamente desconhecidos do grande público, perfil que foi mudando ao longo do tempo, exibindo hoje filmes de todos os estilos e gêneros.

Em 2008, após completar um ano de existência, os membros do Cineclube Jacareí decidiram premiar os curtas-metragens exibidos ao longo do ano no Cinema de 5ª, que são as sessões de curtas e longas metragens realizadas pelo Cineclube. Decidiram realizar a premiação na primeira quinta-feira de dezembro, marcando assim o encerramento dos trabalhos no ano e início das férias.

O Cineclube, além de exibir e debater os filmes exibidos, também recebe curtas metragens de todos os tipos, estilos e gêneros para exibir, além de produzir seus próprios curtas metragens e premiar os melhores curtas metragens exibidos, tornando-o distinto dos demais cineclubes, caracterizando-se por sua tríplice função: exibir, produzir e premiar.

Pelo fato de não ter fins lucrativos e ser um grupo de apoio e fomento à produção audiovisual, o grupo aceita inscrições do curtas amadores, vídeos caseiros, e de estudos, para prestigiar o trabalho e os esforços dos realizadores, embora não haja premiação em dinheiro, apenas a entrega de uma estatueta para o filme vencedor da categoria.

O troféu é um corvo pousado num plano com forma trapezoidal, todo feito de gesso e pintado de preto, com uma placa de estanho escovado colocada na base indicando a edição da premiação e a categoria em que o filme venceu.

É comum que cada edição tenha um tema específico, ora ligado ao cinema, ora ligado a outras artes. Costumeiramente o tema está relacionado com o Homenageado do Ano, prêmio especial entregue a uma personalidade notória escolhida pelos membros do Cineclube Jacareí. A outra categoria especial é a do Cinéfilo do Ano, prêmio entregue a um cinéfilo assíduo nas sessões do Cinema de 5ª, que também é participativo nos debates e colaborador do grupo. Até 2016, foram entregues 142 estatuetas do Corvo Willian entre os vencedores e as categorias especias.
A premiação costuma ter o apoio de diversos comércios da cidade, como o Xico Pizza, o Pastel da Família, Drogaria Econômica, Casa das Ferragens Padre Eugênio, Tria Propagandas, Barão da Placas, Rick Wear Camisetas, Castelinho Festas, Pote Bom da Ester Nogueira, além de diversos apoiadores como o artista plástico Rafael ‘Raico’ Aquino do Invento Coletivo, da desenhista e youtuber Daiana Oliveira do Cantinho dos Arteiros e, da Fundação Cultural de Jacareí que cede a Sala Mario Lago para a realização das atividade do grupo e da premiação, que desde 03 de outubro de 2015, faz parte do calendário oficial do município de Jacareí, conforme Lei Nº 5.971/2015. 

## Categorias
Os filmes podem ser inscritos em uma das categorias vigentes, sendo elas:
- No Ar: Categoria original que é caracterizada por filme de difícil compreensão e entendimento por parte do público, cujo telespectador fica ‘’no ar’’, boiando e sem entender o que o filme quis dizer;
- Genericão: Outra categoria original que é caracterizada por filmes que são paródias, suecagens, sátiras e imitações de qualquer outra produção audiovisual;
- Celular: Caracterizado por filmes feitos com celular, independente do gênero;
- Minuto: Filmes com até 1 minuto de duração;
- Estudantil: Caracterizado por filmes realizados por alunos do ensino fundamental e médio, independente do gênero. Essa categoria foi criada especificamente para estimular a produção de filmes por estudantes como mais uma forma didática de aprendizado, podendo ser inscrito tanto pelos alunos como pelos professores;
- Musical: Caracterizado por filmes cujo elemento principal é a música original (clipes), evento musical (shows e apresentações), ou o cotidiano do grupo ou banda;
- Animação: Caracterizados por curtas animados em qualquer formato (stop motion, 2D, 3D, computação gráfica, e afins);
- Documentário: Caracterizado por documentários de até 25 minutos de duração;
- Ficção: Caracterizados por ficções, adaptadas ou não. Os filmes desta categoria concorrem também as chamadas categorias técnicas, sendo elas: fotografia, edição, roteiro e, direção.[3]

## Participação e escolha dos vencedores
Para participar do evento basta os realizadores enviarem os filmes, atualmente no máximo 5 por responsável, para o Cineclube Jacareí acompanhado da ficha de inscrição de cada filme. Assim que recebido, o filme entrará na programação no Cinema de 5ª, cuja responsabilidade é do Presidente do Cineclube Jacareí. É comum que os produtores sejam avisados pelo grupo sobre quando será a exibição do filme, para que os mesmos possam comparecer, ter o retorno do público e fazer suas considerações. Após a exibição do filme o filme estará concorrendo a premiação.

O processo de escolha dos vencedores começa após o fim das inscrições e é realizado em três etapas: Triagem; Pré-Seleção e Júri Final. A Triagem é feita pelos próprios membros do grupo e tem o objetivo de: a) descartar filmes de qualidade inferior quando a categoria exceder mais de 10 concorrentes; b) escolher as ficções aptas a concorrem nas categorias técnicas, e c) verificar se o filme se encaixa na categoria inscrita e se necessário, realoca-lo na categoria adequada.

Na Pré-Seleção um grupo de jurados escolhe os três finalistas de cada categoria, finalistas estes que irão para o Júri Final escolher o grande vencedor de cada categoria, que só são anunciados na premiação do Corvo de Gesso. Tanto na Pré-Seleção quanto no Júri Final é vedada a participação dos membros do Cineclube Jacareí. As cédulas do Júri Final são contabilizadas apenas pelo presidente do Cineclube, já que em caso de empate, ele é o responsável pelo voto de minerva, assim, os demais membros do grupo ficam sem saber de antemão, quem são os vencedores de cada edição.  

## Vencedores

### 1º Prêmio Cineclube Jacareí – Corvo de Gesso 2008
| Categoria    | Curta Metragem                          | Vencedor                 | Local da Produção |
| ------------ | --------------------------------------- | ------------------------ | ----------------- |
| No Ar        | Jacktown Chan - Episódio Piloto         | Vinícius J. Santos       | Jacareí - SP      |
| Genericão    | O Massacre Da Makita Elétrica           | Vinícius J. Santos       | Jacareí - SP      |
| Celular      | Jacareí - Migrando Para Uma Vida Melhor | Escola Rezende & Rezende | Jacareí - SP      |
| Musical      | Daisy Cutter                            | Irmãos Nogueira          | Jacareí - SP      |
| Documentário | Contar Dos Reis                         | Sergio Nogueira          | Jacareí - SP      |
| Fotografia   | Killers                                 | Cesar Baio               | Jacareí - SP      |
| Edição       | O Cereal Killer                         | Vinícius J. Santos       | Jacareí - SP      |
| Roteiro      | Um Corvo Chamado Willian                | Vinícius J. Santos       | Jacareí - SP      |
| Direção      | A 13ª Conta do Rosário                  | Wellybh Machado          | Jacareí - SP      |
| Ficção       | O Cereal Killer                         | Vinícius J. Santos       | Jacareí - SP      |

Cinéfilo do Ano: Seu Silvio Palmagnani; 
Homenageado do Ano: Zé do Caixão (José Mojica Marins)

### 2º Prêmio Cineclube Jacareí – Corvo de Gesso 2009
| Categoria          | Curta Metragem                     | Vencedor                                             | Local da Produção |
| ------------------ | ---------------------------------- | ---------------------------------------------------- | ----------------- |
| No Ar              | Loucuras, Brinquedos E Aspiradores | Vinícius J. Santos                                   | Jacareí - SP      |
| Genericão          | Menthos - The Freshmake            | Vinícius J. Santos                                   | Jacareí - SP      |
| Celular            | As Vezes É Melhor Trazer De Casa   | Vinícius J. Santos                                   | Jacareí - SP      |
| Minuto             | Palavra Merda                      | Vivian Frenchel                                      | Jacareí - SP      |
| Musical            | Descrentes: Bem Nascido, Mal Amado | Emerson Galatti                                      | Jacareí - SP      |
| Documentário       | IV Eco Bóia 2009                   | Adriano Pinheiro                                     | Jacareí - SP      |
| Defeitos Especiais | Pacto Demoníaco                    | Adriano G. Bruschi                                   | Rio Claro - SP    |
| Fotografia         | Abordagem Maldita                  | Thierry Durieux/R Rodrigues/C Bravim & Jareds Junior | São Paulo - SP    |
| Edição             | Abordagem Maldita                  | Thierry Durieux e Luciano Rocha                      | São Paulo - SP    |
| Roteiro            | Mil Real                           | Emerson Galatti                                      | Jacareí - SP      |
| Direção            | Maneiras                           | Yuri Moraes                                          | São Paulo - SP    |
| Ficção             | Abordagem Maldita                  | Jareds Junior                                        | São Paulo - SP    |

Cinéfilo do Ano: Teresinha Sueli Burgomeister; Homenageado do Ano: Edvaldo 100% Michael Jackson

### 3º Prêmio Cineclube Jacareí – Corvo de Gesso 2010
| Categoria          | Curta Metragem                                        | Vencedor                                  | Local da Produção |
| ------------------ | ----------------------------------------------------- | ----------------------------------------- | ----------------- |
| No Ar              | Brincando Com Fogo                                    | Sergio Nogueira                           | Jacareí – SP      |
| Genericão          | Bob, O Motivador                                      | Loss Mendes                               | Botucatu – SP     |
| Celular            | O Maníaco Do Machado De Soda                          | Mizak Koji                                | Jacareí – SP      |
| Minuto             | A Realidade É Subjetiva                               | Clayton Galego                            | Curitiba – PR     |
| Estudantil         | A Moça Do Cemitério                                   | Projeto Estudantil Amância Dias           | Jacareí – SP      |
| Animação           | Faroeste Cabloco                                      | Leonardo Amaral                           | São Paulo - SP    |
| Musical            | Videoclipe Manguetown                                 | Wagner Rodrigo                            | São Paulo - SP    |
| Documentário       | Microbiografia Nina Ramos                             | Luis Carlos de Oliveira & Sergio Nogueira | Jacareí - SP      |
| Defeitos Especiais | Dom Felini (Série: Projeto Anti-Cachecol Episódio 05) | Vinícius J. Santos                        | Jacareí - SP      |
| Fotografia         | O Livro De Jó                                         | Thierry Durieux                           | São Paulo - SP    |
| Edição             | O Livro De Jó                                         | Luciano Rocha                             | São Paulo - SP    |
| Roteiro            | A Carne                                               | Dimitri Kozma e Geisla Fernandes          | São Paulo - SP    |
| Direção            | A Carne                                               | Dimitri Kozma e Geisla Fernandes          | São Paulo - SP    |
| Ficção             | A Carne                                               | Dimitri Kozma e Geisla Fernandes          | São Paulo - SP    |

Cinéfilo do Ano: Sérgio Gomes; Homenageado do Ano: José Luis Bednarski

### 4º Prêmio Cineclube Jacareí – Corvo de Gesso 2011
| Categoria          | Curta Metragem                                                | Vencedor                                  | Local da Produção        |
| ------------------ | ------------------------------------------------------------- | ----------------------------------------- | ------------------------ |
| No Ar              | Penetração Mental                                             | Wagner Moloch                             | São José dos Campos - SP |
| Genericão          | Coisas Da Internet                                            | Níkolas Araujo                            | Jacareí - SP             |
| Celular            | Voo Duplo                                                     | Wellybh Machado                           | São José dos Campos - SP |
| Minuto             | Minuto Meio Ambiente                                          | Gabriel Rost Machado e Daniel Belcastro   | Jacareí - SP             |
| Estudantil         | Tentativas De Um Garoto                                       | Projeto Estudantil Amância Dias Sampaio   | Jacareí - SP             |
| Animação           | Phill: Phillicóptero                                          | Ilson Júnior                              | Nova Friburgo - RJ       |
| Musical            | Flores Da Serra                                               | Ilson Júnior                              | Nova Friburgo - RJ       |
| Documentário       | Aperreio                                                      | Humberto Capucci e Doty Luz               | São Luiz- MA             |
| Defeitos Especiais | A Origem Do Cyborg (Série: Projeto Anti-Cachecol Episódio 08) | Vinícius J. Santos                        | Jacareí - SP             |
| Fotografia         | O Massacre De Jacktown                                        | Vinícius J. Santos                        | Jacareí - SP             |
| Edição             | Diário De Um Alguém                                           | Oficina de Cinema - Tela Brasil – Jacareí | Jacareí – SP             |
| Roteiro            | OPS! O Otário, O Pilantra E O Solidário                       | Oficina de Cinema – Sapucaia              | Jacareí - SP             |
| Direção            | Pedacinho Do Céu                                              | Oficina de Cinema - Tela Brasil – Jacareí | Jacareí – SP             |
| Ficção             | Entrelaços                                                    | Oficina de Cinema - Tela Brasil – Jacareí | Jacareí – SP             |

Cinéfilo do Ano: Daniel Pereira; Homenageado do Ano: Francisco Baptista (Xico Pizza)

### 5º Prêmio Cineclube Jacareí – Corvo de Gesso 2012
| Categoria          | Curta Metragem                      | Vencedor                         | Local da Produção        |
| ------------------ | ----------------------------------- | -------------------------------- | ------------------------ |
| No Ar              | Liberdade                           | Wagner Moloch                    | São José dos Campos - SP |
| Genericão          | Café Pelão                          | Vinícius J. Santos               | Jacareí - SP             |
| Celular            | Solo                                | Cleisson Vidal                   | Jacareí - SP             |
| Minuto             | Depois Dos 40                       | Adriano Pinheiro                 | Jacareí - SP             |
| Estudantil         | Que Droga!?                         | Projeto Escola Rezende & Rezende | Jacareí - SP             |
| Animação           | Phill - A Pescaria                  | Ilson Júnior                     | Nova Friburgo - RJ       |
| Musical            | Jamais – David D'épiro & The Toners | David D´Épiro                    | Santa Branca - SP        |
| Documentário       | Jardim                              | Sergio Nogueira                  | Jacareí - SP             |
| Defeitos Especiais | Eva                                 | Ilson Júnior                     | Nova Friburgo - RJ       |
| Fotografia         | A História De Lia                   | Rubens Melo                      | Guarulhos - SP           |
| Edição             | A História De Lia                   | Rubens Melo                      | Guarulhos - SP           |
| Roteiro            | Raposa, Velha Raposa                | Mabel Marim                      | Jacareí - SP             |
| Direção            | Raposa, Velha Raposa                | Mabel Marim                      | Jacareí - SP             |
| Ficção             | Eva                                 | Ilson Júnior                     | Nova Friburgo - RJ       |

Xodó do Público: "Feira da Vila" de Wagner Rodrigo; Cinéfilo do Ano: Jaime Fernandes; Homenageado do Ano: Amacio Mazzaropi

### 6º Prêmio Cineclube Jacareí – Corvo de Gesso 2013
| Categoria          | Curta Metragem                                            | Vencedor                      | Local da Produção    |
| ------------------ | --------------------------------------------------------- | ----------------------------- | -------------------- |
| No Ar              | Mistérios Obscuros                                        | Ana Rosenrot                  | Jacareí - SP         |
| Genericão          | História De Josie                                         | Everton Caraça e Elton Caraça | Jacareí - SP         |
| Celular            | Memórias De Um Sapato                                     | Ana Rosenrot                  | Jacareí - SP         |
| Minuto             | Manhã                                                     | Sergio Nogueira               | Jacareí - SP         |
| Estudantil         | Noiva Do Museu                                            | Escola Verdinho               | Jacareí - SP         |
| Animação           | Tinguera, O Violeiro Errante                              | Edna Cassal                   | Jacareí - SP         |
| Musical            | Sonhos Estranhos Para Pessoas Que Não Dormem – Infraaudio | Emerson Galatti               | Jacareí - SP         |
| Documentário       | Trindadeiros                                              | Davi Paiva e Silvio Delfim    | Parati - RJ          |
| Defeitos Especiais | Estranha                                                  | Joel Caetano                  | São Paulo - SP       |
| Fotografia         | Perseguido                                                | Antonio Carlos Castro         | Portugal - PT        |
| Edição             | O Anonimato                                               | Tom Gomes & Wellybh Machado   | Monteiro Lobato - SP |
| Roteiro            | O Anonimato                                               | Tom Gomes & Lixa Palosa       | Monteiro Lobato - SP |
| Direção            | Vermibus                                                  | Rubens Mello                  | Guarulhos - SP       |
| Ficção             | O Anonimato                                               | Tom Gomes                     | Monteiro Lobato - SP |

Xodó do Público: "Trilhos do Tempo" de Ana Rosenrot; Cinéfilo do Ano: Vânia Andrade; Homenageado do Ano: Ângelo Ananias e Mir Cambuzano

### 7º Prêmio Cineclube Jacareí – Corvo de Gesso 2014
| Categoria          | Curta Metragem                                    | Vencedor             | Local da Produção        |
| ------------------ | ------------------------------------------------- | -------------------- | ------------------------ |
| No Ar              | Subliminar                                        | Ana Rosenrot         | Jacareí - SP             |
| Genericão          | 7 Maneiras De Como Escapar De Um Apocalipse Zumbi | Vinícius J. Santos   | Jacareí - SP             |
| Celular            | Meu Primeiro Livro                                | Adezílio Andrades    | São José dos Campos - SP |
| Minuto             | Ponto De Tensão                                   | Tom Gomes            | Jacareí - SP             |
| Estudantil         | Peter Pan                                         | Escola Agrícola      | Jacareí - SP             |
| Animação           | Vivência Em Stop Motion E Ligth Painting          | Daniel Paiva         | Jacareí - SP             |
| Musical            | Enquanto Você Espera O Bem - There´S No Face      | Marcelo Borelli      | Americana - SP           |
| Documentário       | Fala Povo                                         | Daniel Paiva         | Parati - RJ              |
| Defeitos Especiais | Tropa Zumbite 1 – A Dengu Zumbi                   | Michel klafke        | Rio de Janeiro - RJ      |
| Fotografia         | O Bosque                                          | Danilo Victor        | Araci - BA               |
| Edição             | A Lenda Do Corpo Seco                             | Jeziel Bueno         | São José dos Campos - SP |
| Roteiro            | Tesouros Invisíveis                               | Alexandre Estevanato | São José dos Campos - SP |
| Direção            | O Analisando E A Coruja                           | Dannyel Leite        | Jacareí - SP             |
| Ficção             | A Lenda Do Corpo Seco                             | Jeziel Bueno         | São José dos Campos - SP |

Xodó do Público: "Haikai Verde" para Ana Rosenrot; Cinéfilo do Ano: Joyce Oliveira; Homenageado do Ano: Candido Miragaia. 

### 8º Prêmio Cineclube Jacareí – Corvo de Gesso 2015
| Categoria          | Curta Metragem                        | Vencedor                      | Local da Produção        |
| ------------------ | ------------------------------------- | ----------------------------- | ------------------------ |
| No Ar              | Na Mente                              | Ana Rosenrot                  | Jacareí – SP             |
| Genericão          | Candidatos Políticos                  | Everton e Elton Caraça        | Jacareí – SP             |
| Celular            | Conectados                            | Níkolas Araujo e Rodrigo Lira | Jacareí - SP             |
| Minuto             | O Ataque                              | Marzia Gatto                  | São José dos Campos - SP |
| Estudantil         | Thift Shop                            | Escola Agrícola               | Jacareí - SP             |
| Animação           | Como Passa                            | Raico Rafael                  | Jacareí - SP             |
| Musical            | Luau                                  | Guilherme Augusto             | São José dos Campos - SP |
| Documentário       | Oficios De Jacareí - Santos, Alfaiate | Dannyel Leite                 | Jacareí - SP             |
| Defeitos Especiais | Carniçal                              | Rubens Mello                  | São Paulo - SP           |
| Fotografia         | As Coisas Mais Simples                | Danilo Victor                 | Araci - BA               |
| Edição             | Gotas De Fumaça                       | Marcio Papel                  | Porto Alegre - RS        |
| Roteiro            | Gotas De Fumaça                       | Leonardo Machado              | Porto Alegre - RS        |
| Direção            | Gotas De Fumaça                       | Ane Siderman                  | Porto Alegre - RS        |
| Ficção             | Gotas De Fumaça                       | Ane Siderman                  | Porto Alegre - RS        |

Xodó do Público: "Thrift Shop" de Rodrigo Lira Fabiano e Larissa Araguê pela Escola Agrícola de Jacareí; Cinéfilo do Ano: Rodrigo Piñero;
Homenageado do Ano: Elpídio dos Santos 

### 9º Prêmio Cineclube Jacareí – Corvo de Gesso 2016
| Categoria          | Curta Metragem                     | Vencedor           | Local da Produção        |
| ------------------ | ---------------------------------- | ------------------ | ------------------------ |
| No Ar              | X²                                 | Guilherme Catelani | Jacareí - SP             |
| Genericão          | Sermão Segundo Nero De Deus        | Ester Noguiera     | Jacareí - SP             |
| Celular            | O Dia Que O Homem Acordou          | Evilin Pedroso     | Taubaté - SP             |
| Minuto             | ΨPsi                               | Rodrigo Lira       | Jacareí - SP             |
| Estudantil         | Parque Da Cidade - Meio Ambiente   | Escola Agrícola    | Jacareí - SP             |
| Animação           | Espelho Repugnante - Creepy Mirror | Rafael Ervolino    | Campos do Jordão - SP    |
| Musical            | Losse And Fears                    | Danilo Morales     | São José dos Campos - SP |
| Documentário       | Meninas De Ouro                    | Carol Rooke        | Mariana - MG             |
| Defeitos Especiais | Reflexo                            | Jeziel Bueno       | São José dos Campos - SP |
| Fotografia         | AGS                                | Rodney Borges      | São Paulo - SP           |
| Edição             | AGS                                | R30tv              | São Paulo - SP           |
| Roteiro            | Memórias Me Abandonam              | Taíse Costa        | São José dos Campos - SP |
| Direção            | Daisy                              | Guilherme Augusto  | São José dos Campos - SP |
| Ficção             | A Felicidade Chega Aos 40          | Daniel Nolasco     | Goiânia - GO             |

Cinéfilo do Ano: Luan Silva; Homenageado do Ano: Carlos Bueno Guedes. 

### 10º Prêmio Cineclube Jacareí - Corvo de Gesso 2017
| Categoria    | Curta-Metragem           | Vencedor                         | Local da Produção |
| ------------ | ------------------------ | -------------------------------- | ----------------- |
| No Ar        | O Atalho                 | Ana Rosenrot                     | Jacareí-SP        |
| Genéricão    | Dançando Depois da Chuva | Sergio Nogueira                  | Jacareí-SP        |
| Celular      | Recesso                  | Rodrigo Lira Fabiano             | Jacareí-SP        |
| Minuto       | Sem Controle             | Adriano Pinheiro                 | Jacareí-SP        |
| Estudantil   | Evasão                   | Bruno Farias                     | Aracaju-SE        |
| Animação     | Mãe de Giz               | Almir Correia                    | Curitiba-PR       |
| Musical      | Final Comum              | Rafael Gomes & Diego Borba       | Porto Alegre-RS   |
| Documentário | Seu José                 | Sileno Alexandre                 | Cubatão-SP        |
| Edição       | Dias e Dias              | Getúlio Ribeiro e Melise Fremiot | Nova Iguaçu-RJ    |
| Fotografia   | Dias e Dias              | Getúlio Ribeiro e Melise Fremiot | Nova Iguaçu-RJ    |
| Roteiro      | Clichê Duplo             | Cláudio Cinelli                  | São Paulo-SP      |
| Direção      | Luna 13                  | Filipe Barros                    | Porto Alegre-RS   |
| Ficção       | Luna 13                  | Filipe Barros                    | Porto Alegre-RS   |

Cinéfilo do Ano: Seu Daniel; Homenageados do Ano: Mir Cambuzano e Nemésio Rafael

### 11º Prêmio Cineclube Jacareí – Corvo de Gesso 2018
| Categoria    | Curta Metragem                            | Vencedor                  | Local de Produção |
| ------------ | ----------------------------------------- | ------------------------- | ----------------- |
| No Ar        | UMBRAL: depois de morrer                  | Thomaz Magalhães          | Goiânia-GO        |
| Genéricão    | Dia de Exorcismo                          | Vinícius J. Santos        | Jacareí-SP        |
| Celular      | Inside                                    | Joel Caetano              | São Paulo-SP      |
| Minuto       | Chazinho                                  | Adriano Gomes             | São Paulo-SP      |
| Estudantil   | Eu Te Amei                                | Gerson Lopes Palhares     | São Paulo-SP      |
| Animação     | 8 Patas                                   | Fabrício Eduardo Rabachim | São Paulo-SP      |
| Musical      | DIGISEXDREAMS                             | João Antunes Jr.          | Tubarão-SC        |
| Documentário | Manifesto Porongos                        | Thiago Köche              | Porto Alegre-RS   |
| Edição       | Quando Parei de me Preocupar com Canalhas | Thiago Vieira             | São Paulo-SP      |
| Fotografia   | Quando Parei de me Preocupar com Canalhas | Thiago Vieira             | São Paulo-SP      |
| Roteiro      | O Mar de Helena                           | Lucas Vasconcelos         | Rio de Janeiro-RJ |
| Direção      | Viúva Negra                               | Vanessa Goveia            | Goiânia-GO        |
| Ficção       | Viúva Negra                               | Vanessa Goveia            | Goiânia-GO        |

Cinéfilo do Ano: Bruno Coutinho; Homenageados do Ano: Rafael Aquino 'Raico'

### 12º Prêmio Cineclube Jacareí – Corvo de Gesso 2019
| Categoria             | Curta Metragem                         | Vencedor                                  | Local de Produção        |
| --------------------- | -------------------------------------- | ----------------------------------------- | ------------------------ |
| No Ar                 | Não Acorde                             | Roberto Rogato                            | São Paulo – SP           |
| Genéricão             | Calça Jeans                            | Adriano Gomes                             | São Paulo – SP           |
| Minuto                | Sonho                                  | Raphael Bennet                            | Taubaté – SP             |
| Estudantil            | Tarso                                  | Colégio Civitais                          | São Paulo – SP           |
| Celular               | Lembra                                 | Leonardo Martinelli                       | Rio de Janeiro – RJ      |
| Animação              | Macaco Albino Siso                     | Leandro Lobles                            | São Paulo – SP           |
| Musical               | Chico Bolacha                          | Bruno Costa                               | São Paulo – SP           |
| Ficção Regional       | A Esposa                               | Jeziel Bueno                              | São José dos Campos – SP |
| Documentário Regional | Não Me Defina – Autoaceitação Feminina | Camila Vidal & Isabela Oliveira           | São José dos Campos – SP |
| Documentário Nacional | Uma Balada Para Rocky Lane             | Djalma Galindo                            | Arcoverde – PE           |
| Edição                | Por Conta da Casa                      | Alexander Desmouceaux & Nicole Fochesatto | Porto Alegre - RS        |
| Fotografia            | Revés de Um Parto                      | Ricardo Camargo                           | Sorocaba – SP            |
| Roteiro               | Para Minha Gata Mieze                  | Wesley Gondim                             | Brasília – DF            |
| Direção               | Revés de Um Parto                      | Ricardo Camargo                           | Sorocaba – SP            |
| Ficção Nacional       | Revés de Um Parto                      | Ricardo Camargo                           | Sorocaba – SP            |

### 13º Prêmio Cineclube Jacareí – Corvo de Gesso 2020
| Categoria             | Curta Metragem                 | Vencedor                             | Local de Produção    |
| --------------------- | ------------------------------ | ------------------------------------ | -------------------- |
| No Ar                 | Emissora Glossário             | Matheus Moura                        | Belo Horizonte -MG   |
| Minuto                | 50 Pensamentos Por Minuto      | Vitória Mantovani                    | São Paulo - SP       |
| Estudantil            | Linha Cruzada                  | Pedro Luiz Cetertich Nunes           | São Paulo - SP       |
| Animação              | Seu Bola Encontrando os Nôuras | Bruno de Castro                      | Rio de Janeiro - RJ  |
| Musical               | Heróis de Bronze               | Rodrigo Rinoli                       | Rio de Janeiro - RJ  |
| Ficção Regional       | Antes que Eu me Esqueça        | Isabela Correia de Oliveira          | Jacareí - SP         |
| Documentário Nacional | Etnomídia Indígena Brasileira  | Ícaro Cooke Vieira                   | Cidade de Goiás - GO |
| Edição                | O Balido Interno               | Eder Deó                             | Caruaru - PE         |
| Fotografia            | O Balido Interno               | Eder Deó                             | Caruaru - PE         |
| Roteiro               | Primavera de Fernanda          | Débora Zanata & Estevan De La Fuente | Curitiba - PE        |
| Direção               | O Balido Interno               | Eder Deó                             | Caruaru - PE         |
| Ficção Nacional       | O Balido Interno               | Eder Deó                             | Caruaru - PE         |

### 14º Prêmio Cineclube Jacareí – Corvo de Gesso 2021
| Categoria             | Curta Metragem                                         | Vencedor                                      | Local de Produção   |
| --------------------- | ------------------------------------------------------ | --------------------------------------------- | ------------------- |
| No Ar                 | Recomeçar                                              | Dynho Silva                                   | Lagoa Nova - RN     |
| Genéricão             | Os Saltimbancos – Paródia Despacito                    | Katt Faleiro                                  | São Paulo - SP      |
| Minuto                | Kuleshov e o Vírus                                     | Gunga Guerra                                  | Rio de Janeiro - RJ |
| Animação              | Seed                                                   | Fabrício & Flávia Rabachin                    | São Paulo - SP      |
| Musical               | Corpo a Corpo                                          | Jéssica Goulart                               | Rio de Janeiro - RJ |
| Documentário Nacional | Tapajós: Uma Breve História de Transformação de Um Rio | Alan Schvarsberg, Cícero Fraga e Equipe INESC | Brasília - DF       |
| Ficção Regional       | Duda                                                   | Carolina Lobo                                 | Taubaté - SP        |
| Edição                | A Grande Luta                                          | Júlio Sales                                   | Belo Horizonte - BH |
| Fotografia            | Entre                                                  | Bruno Gissoni                                 | Bagé - RS           |
| Roteiro               | Conexões                                               | Rafael Jardim                                 | Rio de Janeiro - RJ |
| Direção               | O Amor é Um Cão do Inferno                             | Sacha Bali                                    | Rio de Janeiro - RJ |
| Ficção Nacional       | O Amor é Um Cão do Inferno                             | Sacha Bali                                    | Rio de Janeiro - RJ |

### 15º Prêmio Cineclube Jacareí – Corvo de Gesso 2022
| Categoria             | Curta Metragem                 |
| --------------------- | ------------------------------ |
| No Ar                 | Copacabana Madureira           |
| Genéricão             | Tik Tok Truffaut               |
| Minuto                | Quando o Infinito Chega ao Fim |
| Animação              | Meu Nome É Maalum              |
| Musical               | Abaixa Que É Tiro              |
| Documentário Nacional | Um Som de Resistência          |
| Edição                | Quarentena                     |
| Fotografia            | Aperto                         |
| Roteiro               | Só Mais Uma Frase              |
| Direção               | Inanição                       |
| Ficção Nacional       | Quarentena                     |

### 16º Prêmio Cineclube Jacareí – Corvo de Gesso 2023[9]
| Categoria             | Curta Metragem                  | Vencedor                  | Local de Produção        |
| --------------------- | ------------------------------- | ------------------------- | ------------------------ |
| No Ar                 | Retrato do Artista Quando Coisa | Filipi Silveira           | Campo Grande – MS        |
| Genéricão             | Sonho de Pedra                  | Gabriel Arruda            | São Paulo – SP           |
| Minuto                | La Cena                         | Isadora Lis               | Belém – PA               |
| Animação              | Justa Causa – Motoboys Kamikaze | Ubirajara Gonçalves Filho | São Paulo – SP           |
| Musical               | Manhã Azul                      | André Fidalgo             | Sorocaba – SP            |
| Documentário Nacional | E O Morro Desceu o Carnaval     | Newton Cannito            | São Paulo - SP           |
| Ficção Regional       | Mente                           | Jeziel Bueno              | São José dos Campos – SP |
| Edição                | Plantando Retalhos              | Camille Frambach          | Niterói – RJ             |
| Fotografia            | Aceso                           | Alícia Santos Peres       | Budapeste – HUN          |
| Roteiro               | Plantando Retalhos              | Camille Frambach          | Niterói – RJ             |
| Direção               | Plantando Retalhos              | Camille Frambach          | Niterói – RJ             |
| Ficção Nacional       | Plantando Retalhos              | Camille Frambach          | Niterói – RJ             |

### 17º Prêmio Cineclube Jacareí – Corvo de Gesso 2024[10]
| Categoria             | Curta Metragem                      | Vencedor          | Local de Produção |
| --------------------- | ----------------------------------- | ----------------- | ----------------- |
| No Ar                 | 67 Coisas Que São Menores do Que Eu | Miquéias Ale      | Curitiba – SP     |
| Genéricão             | Sargento Getúlio                    | Brunno Branni     | São Paulo – SP    |
| Minuto                | (Des)matamento                      | Gunga Guerra      | Niterói – RJ      |
| Animação              | Laguna Plena                        | Carlon Hardt      | Curitiba – PR     |
| Musical               | Timbete no Capim                    | Julio Quinan      | Itumbiara – GO    |
| Documentário Nacional | Paradiso de Aníbal                  | Diego Baraldi     | Cuiabá - MT       |
| Ficção Regional       | Sussurros do Mar                    | Marcos Rangel     | Paraibuna - SP    |
| Edição                | Vão das Almas                       | Santiago Dellape  | Brasília – DF     |
| Fotografia            | A Sombra da Terra                   | Marcelo Domingues | São Paulo – SP    |
| Roteiro               | A Loja de Inconveniências           | Paulo Perazzoli   | Curitiba – PR     |
| Direção               | Dor Sem Nome                        | Julia Antuerpem   | São Paulo – SP    |
| Ficção Nacional       | A Sombra da Terra                   | Marcelo Domingues | São Paulo – SP    |